# Ghost (serie de televisión)
Ghost (en hangul, 고스트; romanización revisada, Goseuteu) es una serie de televisión surcoreana de 1999 protagonizada por Jang Dong Gun, Myung Se Bin y Kim Min Jong. Fue emitida en su país de origen por Seoul Broadcasting System desde el 12 de julio hasta el 31 de agosto de 1999, con una longitud de 16 episodios emitidos los lunes y martes a las 21:55 (KST).

## Reparto

### Personajes principales
- Jang Dong Gun como Jang Dae Hyup.
- Myung Se Bin como Yoon Sun Yung / Seo Jae Yung.
- Kim Min Jong como Cha Dal Sik.

### Personajes secundarios
- Kim Sang Joong como Ji Seung Dong.
- Park Ji Yoon como Lee Joon Hee.
- An Suk Hwan como Bong Goo.
- Oh Wook Chul como Detective.
- Lee Do Il como Detective.
- Choi Ran como Reportero Jae Young.
- Hong Soo Hyeon como Hye Ryung.
- Shim Yang Hong como Padre de Hye Rung.
- Jang Hang Sun como Criminal.
- Kim Se Joon como Criminal.
- Kim Myung Gook como Profesor de Joon Hee.
- Kim Hye Wok como Madre de Joon Hee.

## Banda sonora
La banda sonora de Ghost fue lanzada el 15 de julio de 1999, por Sony Music Korea y Jr Entertainment.

| Track listing |                                |                 |          |  |
| N.º           | Título                         | Artista         | Duración |  |
| 1.            | «고스트» (Ghost)               | Varios artistas | 2:14     |  |
| 2.            | «Hands Of Time»                | Masaki Ueda     | 3:58     |  |
| 3.            | «사랑느낌» (Sarangneukkim)     | Jo Kyu Chan     | 3:50     |  |
| 4.            | «대협 Theme» (Dae Hyub Theme)  | Varios Artistas | 3:19     |  |
| 5.            | «하늘에서» (Haneuleseo)        | Ashe            | 2:07     |  |
| 6.            | «선영 Theme» (Sun Young Theme) | Varios artistas | 3:23     |  |
| 7.            | «The Last In Love»             | J. D. Souther   | 3:39     |  |
| 8.            | «자연스러워» (Jayeonseureowo)  | Kim Cho Han     | 4:58     |  |
| 9.            | «이별 Theme» (Ibyeol Theme)    | Varios artistas | 2:36     |  |
| 10.           | «이심전심» (Isimjunsim)        | Lim Chang Jung  | 3:56     |  |
| 11.           | «Sad Song»                     | Byun Jae Won    | 3:57     |  |
| 12.           | «에필로그» (Epilogue)          | Varios artistas | 2:45     |  |